# Coppa di Slovenia di pallacanestro maschile
La Coppa di Slovenia (sl. Pokal Špar) di pallacanestro è un trofeo nazionale sloveno organizzato annualmente dal 1992.

## Albo d'oro
- 1992  Olimpija Lubiana
- 1993  Olimpija Lubiana
- 1994  Olimpija Lubiana
- 1995  Olimpija Lubiana
- 1996  Hopsi Polzela
- 1997  Olimpija Lubiana
- 1998  Olimpija Lubiana
- 1999  Olimpija Lubiana
- 2000  Olimpija Lubiana
- 2001  Olimpija Lubiana
- 2002  Olimpija Lubiana
- 2003  Olimpija Lubiana
- 2004  Pivovarna Laško
- 2005  Olimpija Lubiana
- 2006  Olimpija Lubiana
- 2007  Helios Domžale
- 2008  Olimpija Lubiana
- 2009  Olimpija Lubiana
- 2010  Olimpija Lubiana
- 2011  Olimpija Lubiana
- 2012  Olimpija Lubiana
- 2013  Olimpija Lubiana
- 2014  Krka Novo mesto
- 2015  Krka Novo mesto
- 2016  Krka Novo mesto
- 2017  Olimpija Lubiana
- 2018  Primorska
- 2019  Primorska
- 2020  Primorska
- 2021  Krka Novo mesto
- 2022  Cedevita Olimpija
- 2023  Cedevita Olimpija
- 2024  Cedevita Olimpija

## Vittorie per club
| Squadra           | Vittorie | Anni                                              |
| ----------------- | -------- | ------------------------------------------------- |
| Olimpija Lubiana  | 20       | 1992-1995, 1997-2003, 2005, 2006, 2008-2013, 2017 |
| Krka Novo mesto   | 4        | 2014, 2015, 2016, 2021                            |
| Cedevita Olimpija | 3        | 2022, 2023, 2024                                  |
| Primorska         | 3        | 2018, 2019, 2020                                  |
| Helios Domžale    | 1        | 2007                                              |
| Zlatorog Laško    | 1        | 2004                                              |
| Hopsi Polzela     | 1        | 1996                                              |